# Cayo Baby Roach
Cayo Baby Roach (o bien Baby Roach Cay) es una isla que pertenece al país centroamericano de Belice y que se localiza en aguas del mar Caribe o mar de las Antillas, al este de Cayo CockRoach y la barrera de arrecifes de Belice, al sur de Cayo Three Corner y al norte de Cayo Pelican, en las coordenadas geográficas 17°29′00″N 87°47′00″O / 17.48333, -87.78333. Administrativamente hace parte del Distrito de Belice.